# Zoox
Zoox, Inc. — американская компания, специализирующаяся на разработке и выпуске беспилотных автомобилей. В 2014 году основана как стартап австралийским дизайнером Тимом Кентли-Клэем и сыном председателя совета директоров Apple Джесси Левинсоном и в 2020 куплена Amazon за $1,2 миллиарда. На момент 18 июня 2025 года компания имеет автопарки в Калифорнии, Сан-Франциско и Лас-Вегасе. Головной офис находится в штате Калифорния. Название «Zoox» является отсылкой к Зооксантеллам (Zooxanthellaeх), морскому организму, который, как и робот-такси Zoox, существует с помощью возобновляемой энергии.
18 июня 2025 года на дороги общего пользования после тестирования в течение двух лет официально был выпущен первый автомобиль Zoox L5, произведённый на заводе в Хейварде, штат Калифорния.